# Due donne un erede
Due donne un erede (Örökség) è un film del 1980 diretto da Márta Mészáros.

## Trama
Szilvia è un membro della aristocrazia ungherese degli anni trenta. È sposata con Ákos ma, essendo sterile, per garantirsi un erede paga Irène, un'ebrea sposata, perché si faccia ingravidare da Ákos. Il figlio che partorirà verrà dato in adozione a Szilvia. Ma Ákos si innamora di Irène, arrivando a chiedere a Szilvia di cedere alla donna i suoi documenti, per evitarne la persecuzione da parte dei nazisti.